# Basílica de San Miguel Arcángel (Miramichi)
La Basílica de San Miguel Arcángel (en inglés: Basilica of St. Michael the Archangel; en francés: basilique Saint-Michael) es una iglesia católica que está situada en una colina con vistas al río Miramichi en la provincia de Nuevo Brunswick, Canadá. Es el rasgo dominante de la antigua localidad de Chatham, Nueva Brunswick y una de las iglesias más grandes en el este de Canadá. Ahora se incluye dentro de la ciudad de Miramichi que se formó en 1995.
La estructura de piedra arenisca neogótica fue diseñada por el mismo arquitecto, Patrick Keely, de la Catedral del Santísimo Nombre en Chicago, Catedral de Pedro y Pablo en Providence, Rhode Island y la Iglesia del Gesú en Montreal. La Basílica de San Miguel es 4,6 m más alta que la de Chicago, algo más estrecha y aproximadamente con la misma longitud. La construcción de la catedral comenzó en 1903 y terminó en 1921. El mármol italiano con paneles veteados se utilizó en todo el interior de la nave y la sacristía. La torre es visible a varias millas sobre todo cuando se llega desde el norte, a través del Puente Centenario que atraviesa el río Miramichi.